# Florin-Teodor Tănăsescu

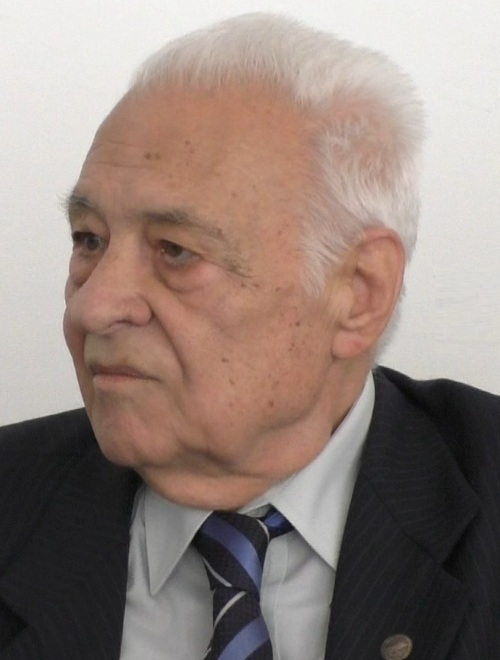
Florin-Teodor Tănăsescu

Florin-Teodor Tănăsescu (* 12. April 1932 in Bârlad, Kreis Vaslui – ehemals Tutova) ist ein rumänischer Elektroingenieur, Erfinder,  Forscher, Universitätsprofessor und seit 2021 Ehrenmitglied der Rumänischen Akademie. Florin-Teodor Tănăsescu war 1958 Mitglied der Rumänischen Kommunistischen Partei und von 1979 bis 1985 Mitglied dessen Zentralkomitees.

## Leben
Sein Vater Dumitru Tănăsescu war Rechtsanwalt, seine Mutter Cecilia Tănăsescu (geb. Dragomir) Geschichtslehrerin in Bârlad und Buzău.
1956 erhielt er sein Ingenieurdiplom von der Fakultät für Elektrotechnik der Polytechnischen Universität Bukarest. Im Jahr 1968 wurde er an der Technischen Universität „Gheorghe Asachi“ Iaşi zum Doktoringenieur promoviert. In seiner Promotionsarbeit befasste er sich mit dem Gebiet der elektrischen Messtechnik.

## Schaffen
Florin-Teodor Tănăsescu begann seine berufliche Tätigkeit als Forschungsingenieur am Institut für Forschung und elektrotechnisches Entwerfen (Institutul de Cercetări și Proiectări Electrotehnice), das er schließlich als Direktor leitete. Seine Forschungstätigkeit konzentrierte sich auf elektrische Hochspannungsgeräte, neue Energiequellen, Elektrotechnik und Stromunfälle. Er ließ zahlreiche Erfindungen patentieren.
Tănăsescu war Professor an der Polytechnischen Universität Bukarest und der Valahia-Universität von Târgoviște. Er war von 1985 bis 1987 Koordinator der nationalen wissenschaftlichen Forschungspolitik im Nationalen Rat für Wissenschaft und Technologie (CNST) und Staatssekretär im Bildungsministerium (1992–1996).
Tănăsescu ist Mitglied des Cigré (Conseil International des Grands Réseaux Électriques) und des World Energy Council. Er ist Ehrenmitglied der Rumänischen Akademie, Gründungsmitglied der Akademie der Technischen Wissenschaften Rumäniens und Ehrenmitglied der Moldauischen Akademie der Wissenschaften.

## Preise und Auszeichnungen
- „Traian Vuia“-Preis der Rumänischen Akademie (1970)
- „Dragomir Hurmuzescu“-Auszeichnung, Diplom und Medaille
- Orden für wissenschaftliche Verdienste Klasse III (1970)
- Orden für wissenschaftliche Verdienste Klasse II (1979)
- Orden für wissenschaftliche Verdienste erster Klasse (1985)
- Orden „Für Verdienst“, Offizier (2000)